# Рясянен, Арво Мартти Октавианус
Арво Мартти Октавианус Ря́сянен (фин. Arvo Martti Oktavianus Räsänen; 1893—1976) — финский этнограф, лингвист-тюрколог. Почётный председатель Постоянной Международной алтаистической конференции (США), член Урало-Алтайского общества (ФРГ).

## Биография
Родился 25 июня 1893 года в общине Симо, близ Кеми, Великое княжество Финляндское, Российская империя (ныне Финляндия).
В 1915 году окончил Гельсингфорсский университет. Для углубления своих знаний, Рясянен стажировался по тюркологии в следующих университетах:
- Императорский Казанский университет (1915—1917);
- Лейпцигский университет (1922);
- Будапештский университет (1924—1925);
- Берлинский университет (1926);
- Парижский университет (1930—1931).

В 1944—1961 годах он работает профессором тюркской филологии в Хельсинкском университете Финляндии. Рясянен принимает участие в научных экспедициях по изучению тюркских языков народов Поволжья (1915—1917) и турецком Анатолии (1925, 1931—1932). Также он является автором первого этимологического словаря тюркских языков, 6 монографий на немецком, русском и французском языках.
Записывал и издавал образцы живых народных говоров и диалектов. Создал ряд трудов по фонетике, морфологии и лексике тюркских языков, сравнительному языкознанию, тюркологии, финноугроведению, фонетике, грамматике, черемисскому языку и других.

## Научные работы
- Die tschuwassischen Lehnwörter im Tscheremissischen. (диссертация) Suomalais-ugrilaisen seuran toimituksia 48. (Helsinki 1920)
- Die tatarischen Lehnwörter im Tscheremissischen. Suomalais-ugrilaisen seuran toimituksia 50. (Helsinki 1923)
- Eine sammlung von māni-liedern aus Anatolien. Suomalais-ugrilainen seura, Helsinki (1926)
- Chansons populaires turques du nord-est de l’Anatolie Recueillies …. Studia Orientalia 4, 2. Societas Orientalis Fennica, Helsinki (1931)
- Türkische Sprachproben aus Mittel-Anatolien 1: Sivas vil. Studia Orientalia 5, 2. Societas Orientalis Fennica, Helsinki (1933)
- Türkische Sprachproben aus Mittel-Anatolien 2: Jozgat vil. Studia Orientalia 6, 2. Societas Orientalis Fennica, Helsinki (1935)
- Türkische Sprachproben aus Mittel-Anatolien 3: Ankara, Kaiseri, Kiršehir, Cǎnkiri, Afion Vil. Studia Orientalia 8, 2. Societas Orientalis Fennica, Helsinki (1936)
- Puolikuun nousu: Havaintoja uudesta Turkista ja sen kansasta. Suomen itämaisen seuran kansantajuisia julkaisuja n: o 8. Gummerus (1937)
- Venäläis-suomalainen sotilassanakirja. Otava (1940)
- Türkische Sprachproben aus Mittel-Anatolien. 4, Konja Vil. Studia Orientalia 10. Societas Orientalis Fennica, Helsinki (1942)
- Venäläinen sotilaslyhennyssanasto. Päämajan tiedusteluosaston julkaisu. (1943)
- Ein Ueberblick über die ältesten Denkmäler der türkischen Sprachen. Studia Orientalia 13, 1. Societas Orientalis Fennica, Helsinki (1946)
- Materialien zur Lautgeschichte der türkischen Sprachen. Studia Orientalia 15. Societas Orientalis Fennica, Helsinki (1949)
- Materialien zur Morphologie der türkischen Sprachen. Studia Orientalia 21. Societas Orientalis Fennica, Helsinki (1955)
- Uralaltaische Wortforschungen. Studia Orientalia 18, 3. Societas Orientalis Fennica, Helsinki (1955)
- Türkische Miszellen. Studia Orientalia 25, 1. Societas Orientalis Fennica, Helsinki (1960)
- Versuch eines etymologischen Wörterbuchs der Türksprachen. Lexica Societatis Fenno-Ugricae 17, 1. Suomalais-ugrilainen seura, Helsinki (1969)
- Versuch eines etymologischen Wörterbuchs der Türksprachen 2: Wortregister. Lexica Societatis Fenno-Ugricae 17, 2. Suomalais-ugrilainen seura, Helsinki (1971)
- «Studia Orientalia», 1954, t. 19,№ 13, 1964, t, 28, № 17;
- Versuch eines etymologischen Wörterbuchs der Türksprachen, Helsinki, 1969-71, t. I—II.
- Материалы по исторической фонетике тюркских языков. В пер. с фин. Юлдашев А. А. М., 1955;
- Gibtes im Baschkirischen etwas Ugrisches? // Acta Orientalia. Budapest, 1961, t.XII, f.1-3;